# قله ریپابلیک
قله ریپابلیک یا جمهوریت (به لاتین: Republic) یک کوه در جمهوری آذربایجان است که در شهرستان قوسار واقع شده‌است. قله ریپابلیک ۳٬۷۴۰ متر بالاتر از سطح دریا واقع شده‌است.